# Rina (zenész)
Szuzuki Rina (鈴木理菜), művésznevén RINA (1991. augusztus 21. –) japán zenész, a Scandal dobosa, háttérénekese és billentyűse, valamint a Halloween Junky Orchestra és a Tigers Band dobosa.

## Felszerelés
Szuzuki 2009 óta  elsősorban Pearl dobokat, Sabian cineket és Remo dobbőröket használ. Korábban Yamaha és Negi dobokat is használt.
Dobok
- Pearl Masters Premium Maple dobfelszerelés[1] 
  - Pearl MMP1208T/C (12"×8") tam
  - Pearl MMP1616F/C (16"×14") álló tam
  - Pearl MMP2218BX/C (22"×18") lábdob
  - Pearl MMP1455SE/C #RR (14"×5,5") pergődob
  - Sabian HHX 14" Groove Hats lábcin
  - Sabian VL 16" Crash beütő
  - Sabian AAX 10" Splash
  - Sabian AA 20" Medium Heavy Ride kísérő
  - Sabian VL 18" Crash beütő
  - Sabian AA 18" Chinese kínai

Egyebek
- Pearl P-120P lábgép
- Pearl 171A Rina Model dobverő (14×60mm) Pearl TG-1 #B Tight Grippel[2]
- Behringer Xenyx 502 analóg mixer

Szintetizátorok
- Roland Juno-G
- Sequential Circuits Prophet-5

## Könyvei
- One Piece (2014, Kitty Entertainment)
- It’s Me Rina (2016, Shufunotomo)
- Rose Hotel Zine (2018, zine, Rooftop Inc.)
- 22 Grrrls (2020, zine, Rooftop Inc.)